# Barnebosjön
Barnebosjön är en sjö i Högsby kommun i Småland och ingår i Alsteråns huvudavrinningsområde. Sjön har en area på 1,73 kvadratkilometer och ligger 63 meter över havet. Barnebosjön ligger i Getebro Natura 2000-område. Sjön avvattnas av vattendraget Alsterån. Vid provfiske har bland annat abborre, braxen, gers och gädda fångats i sjön.

## Delavrinningsområde
Barnebosjön ingår i det delavrinningsområde (632243-152083) som SMHI kallar för Utloppet av Barnebosjön. Medelhöjden är 69 meter över havet och ytan är 10,57 kvadratkilometer. Räknas de 54 avrinningsområdena uppströms in blir den ackumulerade arean 1 331,17 kvadratkilometer. Avrinningsområdets utflöde Alsterån mynnar i havet. Avrinningsområdet består mestadels av skog (78 procent). Avrinningsområdet har 1,72 kvadratkilometer vattenytor vilket ger det en sjöprocent på 16,2 procent.

## Fisk
Vid provfiske har följande fisk fångats i sjön:
- Abborre
- Braxen
- Gärs
- Gädda
- Löja
- Mört
- Sarv
- Sutare